# Festlbeilstein
Der Festlbeilstein ist ein 1847 m ü. A. hoher Berg in der Hochschwabgruppe im österreichischen Bundesland Steiermark. Es handelt sich dabei um einen Doppelgipfel, bestehend aus Großem und Kleinem Festlbeilstein (1815 m ü. A.).

## Lage und Umgebung
Der Doppelgipfel erhebt sich nördlich über dem Ende des Ilgner Tals bzw. südöstlich über dem Trawiestal im zentralen Teil der Hochschwabgruppe. Kleiner und Großer Festlbeilstein bilden gemeinsam mit dem Mühlkarturm (1865 m) und dem Karlspitz (1906 m) einen markanten, WSW-ONO-verlaufenden Grat am westlichen Abschluss des Hochplateaus der Karlalm. Der Grat setzt sich am nur nordseitig abschüssigen Reidelsteinriedel bis zum Reidelstein (1467 m) fort und bildet schließlich einen bewaldeten Kegel über dem Ilgner Talschluss von Buchberg. Der bekannteste Anblick bietet sich vom Reidelsteinriedel und gehört zu den beliebtesten Fotomotiven im Hochschwabgebiet.

### Etymologie
Der erste Namensbestandteil dürfte sich von dem im nahen St. Ilgen belegten Hof- oder Besitzernamen „Festl“ (auch: „Föstl“), einer Kurzform von „Silvester“, herleiten. „Beilstein“ bezieht sich auf die Jagd, das mittelhochdeutsche Wort bîl bezeichnet die Umstellung des Jagdwildes durch (bellende) Hunde bzw. die Gegenwehr des Wildes gegen diese. Auch dem Reidelsteinriedel könnte ein in der Gegend belegter Besitzername (vulgo Raidl) zugrunde liegen.

## Geologie und Geomorphologie
Der Festlbeilstein verdankt seine markante Erscheinung dem geologischen Aufbau aus riffbildendem Dachsteinkalk. Er ist faziell Teil der Fölzschuppe, an deren Basis im Bereich des Reidelsteins neben überfahrenen Teilen der Hochschwabschuppe stark deformierte Gutensteiner Schichten, Steinalmkalk und auflagernde pelagische Sedimente sowie Haselgebirge erhalten sind. Am Westgrat des Berges sind fossilreiche Carditaschichten aufgeschlossen.

## Alpinismus
Der Festlbeilstein ist einer von nur wenigen Gipfeln im Hochschwabgebiet, dessen Besteigung Kletterern vorbehalten ist. Der Zustieg zum Wandfuß erfolgt üblicherweise in etwa 2 Stunden vom Gasthof Bodenbauer (884 m) zunächst über einen Forstweg, dann über einen gut erkennbaren, aber unmarkierten Steig entlang des Reidelsteinriedels. Nach Querung von Schrofengelände führt der Normalweg durch eine steile Schlucht (I+) und anschließend über den Ostgrat (II+) auf den Hauptgipfel.
Größerer Beliebtheit erfreut sich die Überschreitung beider Festlbeilsteine inklusive Mühlkarturm und Karlspitz auf die Hochfläche (Oblivion). Dazu wird jeweils über die Westkante auf den Kleinen (IV+) und Großen Festlbeilstein (V) aufgestiegen. Nach Abstieg über den brüchigen Ostgrat (Normalweg) erfolgen erneute Aufschwünge über den Westgrat (V–) auf den Mühlkarturm und nach weiterem Abstieg über die Westplatte (V+) auf den Karlspitz. Wird die Tour am Großen Festlbeilstein beendet, kann über die Südwand abgeseilt werden.

### Erstbegehungen
Großer Festlbeilstein
- Ostgrat (II+): St. Höfele, K. Gelbmann und R. Wagner am 20. September 1891
- Südwestwand (III+): St. Höfele, M. Dolezalek und F. v. Rieben am 20. April 1902
- Nordwand, Weg Stopper (IV+): H. Reinl und G. Stopper am 5. Juni 1904
- Obere Nordwand, Greenitzweg (III): K. Greenitz, G. Frh. v. Saar am 30. Juni 1907
- Südwand, Weg Szalay (IV): R. Szalay, F. Müller und K. Haustein am 29. Mai 1921
- Südwand, Weg Baumgartner (IV–): Z. Baumgartner, J. Roß und A. Vorbeck am 12. Juni 1921
- Westkante (V): J. H. Meyer und L. Neureiter am 28. August 1932
- Südpfeiler (V): H. Häntschl, J. H. Meyer, K. Gell und L. Neureiter am 11. Juni 1933
- Unmittelbare Südwand (VI, A0): R. Schinko, A. Bischofberger und L. Neureiter am 1. Mai 1934
- Wegänderung Hussar (IV–): F. Hussar und R. Kassegger am 27. Juni 1937
- Südwestpfeiler (V): W. Bartl, A. Knotzer am 14. Mai 1951
- Unmittelbare Südverschneidung (VI–): W. Krentschnigg und W. Traxler am 15. August 1966
- Südwand, Lednar-Gedächtnisweg (VI, A2): E. Weilguny, K. Kosa, J. Altenburger und W. Kleindienst am 1. Mai 1967

Kleiner Festlbeilstein
- Normalweg von Süden (II): K. Greenitz, G. Frh. v. Saar am 30. Juni 1907
- Westkante (IV+): R. Gerbing und G. Oszkaitis am 18. Juni 1922
- Nordwand, Weg Lukan (V, A2): K. Lukan, R. Heinzel und H. Stepetak 1953
- Nordwand, Diagonale (V+, A2): P. Hanzlik und H. Wagner am 1. Juni 1963

Ansichten
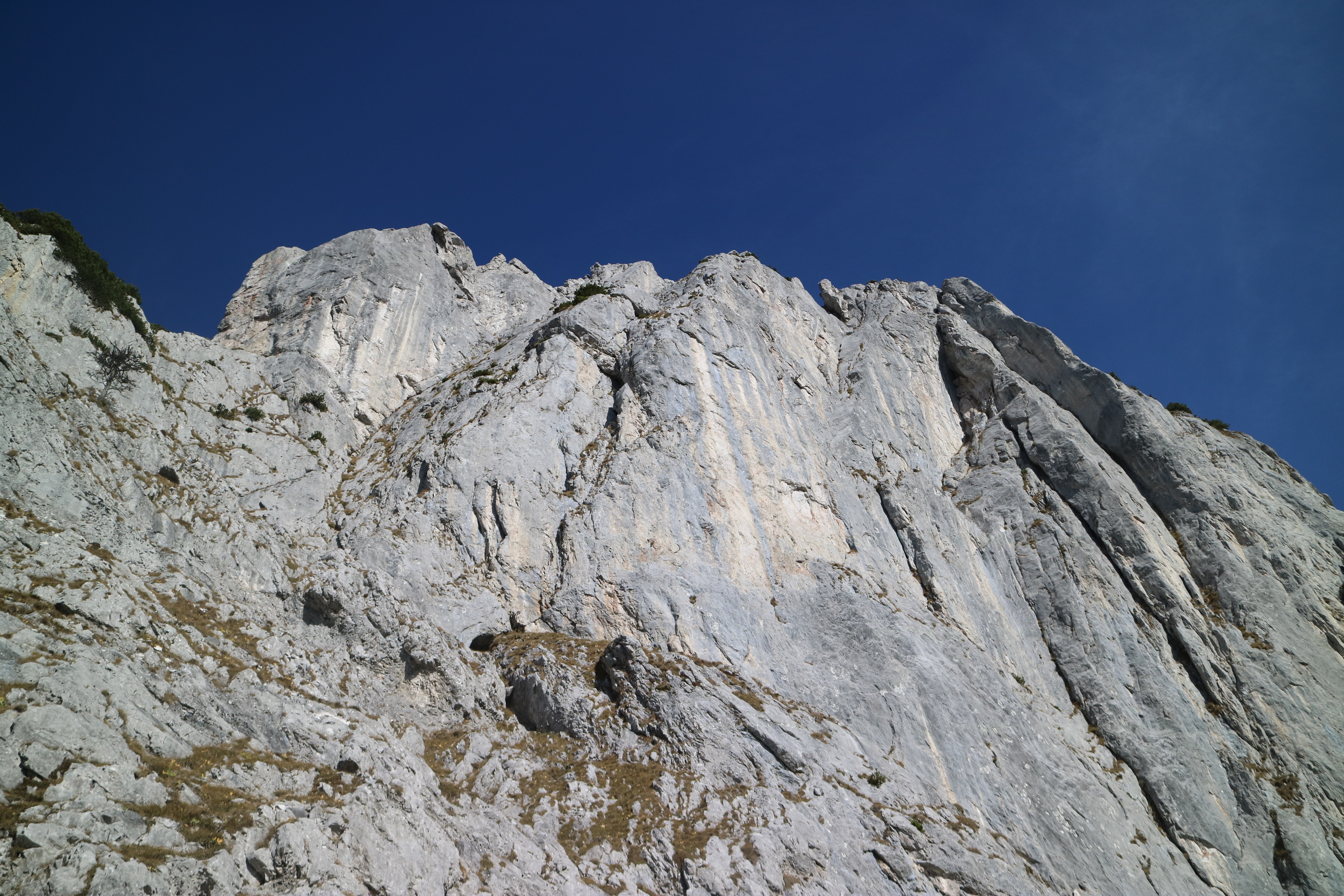
Großer Festlbeilstein, Südwand
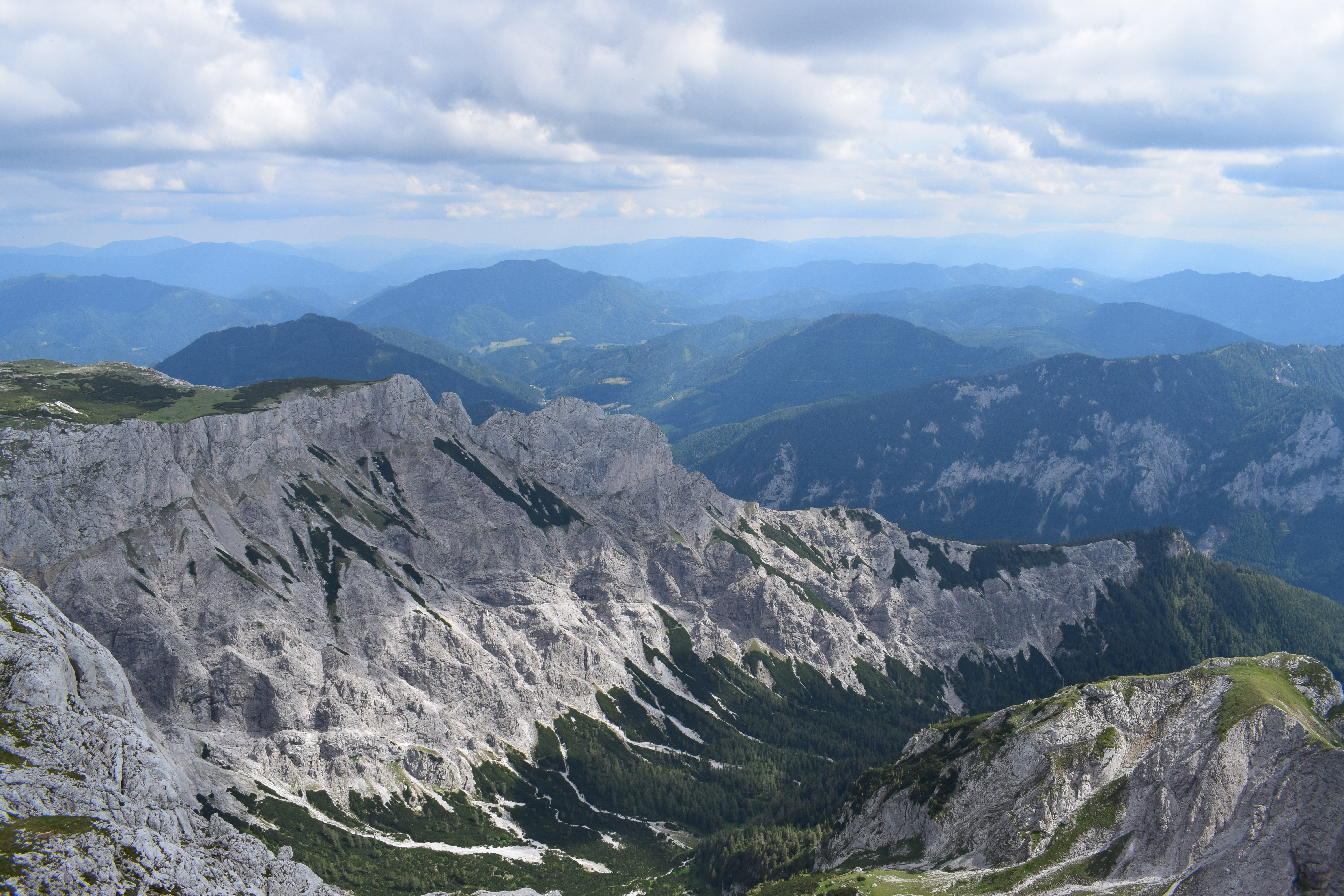
Blick vom G'hacktstein nach Süden auf die westlichen Ausläufer der Karlalm mit v. l. n. r. abfallend Käfereck, Festlbeilstein und Reidelsteinriedel
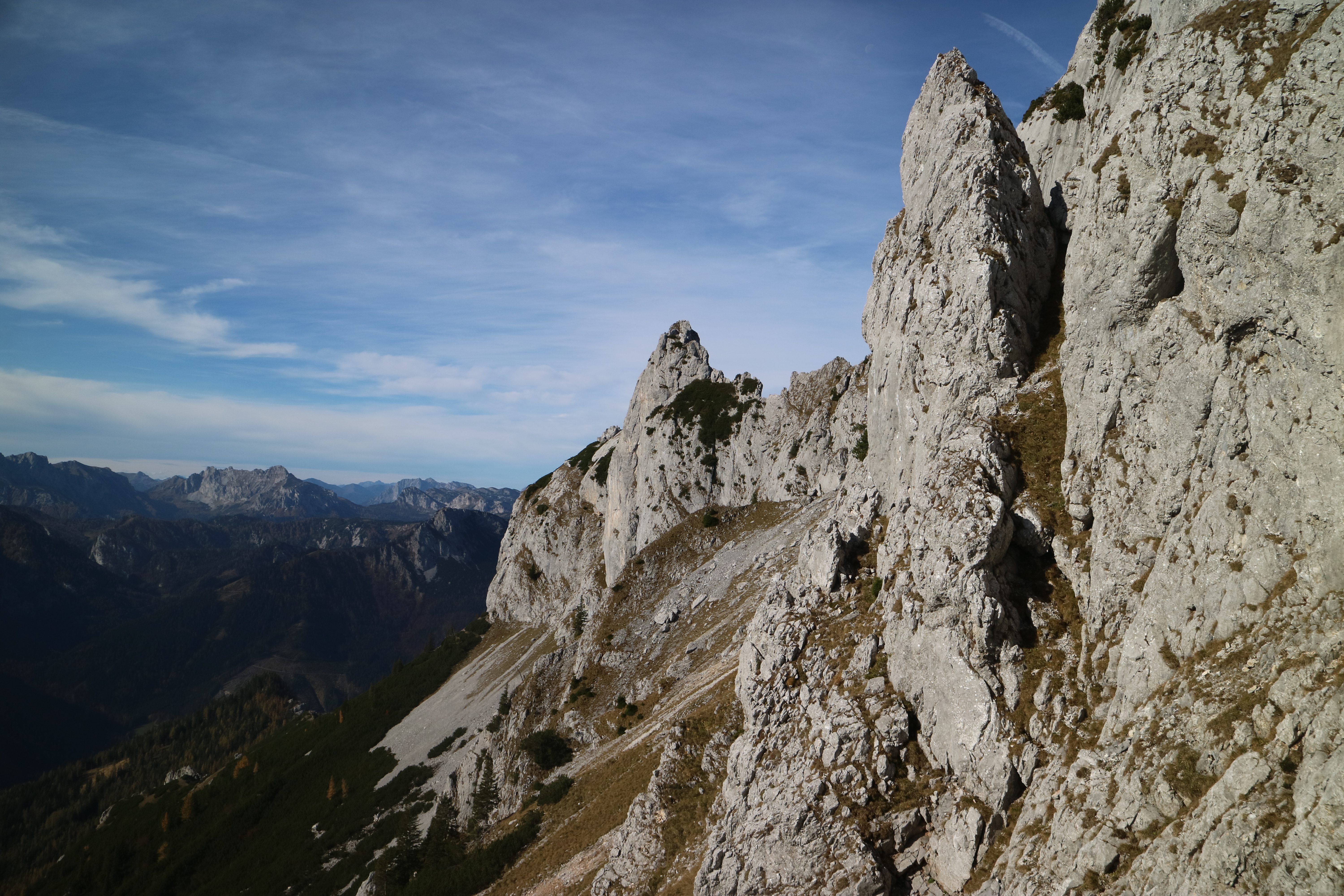
Südabstürze von Festlbeilstein, Mühlkarturm und Karlspitz